# Feet of Flames
Feet of flames è uno spettacolo teatrale ispirato alla  danza irlandese, famosa per i rapidi movimenti delle gambe mentre il corpo e le braccia vengono mantenuti per lo più fermi.

## Storia

### Feet of Flames: Hyde Park
Feet of Flames fu creato nel 1998 da Michael Flatley, reso famoso dal musical Riverdance. Creato all'inizio per l'ultimo show di  Michael Flatley come "Lord of the Dance", lo spettacolo fu eseguito in Hyde Park il 25 luglio 1998, davanti a circa 50.000 persone. Lo show richiama il suo predecessore, Lord of the Dance. Feet of Flames comunque raddoppia i ballerini, aggiunge nuovi numeri e nuove scenografie con postazioni per i ballerini a più livelli, fino a raggiungere la contemporanea presenza sul palcoscenico di un centinaio di ballerini contemporaneamente. Film dello show in Hyde Park è stato distribuito in VHS e DVD.

## 1998 Show
- 25 July 1998: Hyde Park, The Historic Route of Kings

### Personaggi
- The Lord of the Dance — Michael Flatley
- Don Dorcha, the Dark Lord — Daire Nolan
- Erin, the Goddess — Anne Buckley
- The Little Spirit — Helen Egan
- Morrigan, the Temptress — Gillian Norris
- Saoirse, the Irish Colleen — Bernadette Flynn

### Numeri

#### Atto I
- 1. Cry of the Celts
- 2. Erin the Goddess – Marble Halls
- 3. Celtic Dream
- 4. The Warriors
- 5. Gypsy
- 6. Siamsa
- 7. Strings of Fire
- 8. Breakout
- 9. Warlords
- 10. Erin the Goddess – Maighdean Mhara
- 11. The Lord of the Dance

#### Intermezzo
- 12. The High Priests
- 13. Whispering Wind
- 14. Saoirse

#### Atto II
- 15. Entr'Acte
- 16. Dangerous Game
- 17. Hell's Kitchen
- 18. Spirit's Lament
- 19. Fiery Nights
- 20. The Lament
- 21. Celtic Fire
- 22. Siamsa
- 23. Erin the Goddess – Carrickfergus
- 24. Stolen Kiss
- 25. Nightmare
- 26. The Duel
- 27. Victory
- 28. Feet of Flames
- 29. Planet Ireland